# Sződ
Sződ è un comune dell'Ungheria di 3.049 abitanti (dati 2001) situato nella contea di Pest, nell'Ungheria settentrionale.